# Porta San Giacomo
Donato Calvi (Effemeride-Sacro profana di quanto di memorabile sia successo in Bergamo)»
Porta San Giacomo (in dialetto bergamasco Pórta San Giàcom) forse la più bella delle porte di accesso dalle mura veneziane alla città alta di Bergamo, venne costruita nel 1592, è la sola in marmo bianco rosato della cava di Zandobbio in Val Cavallina.

La costruzione delle mura veneziane incominciò nel 1561, e dovevano essere l'avamposto protetto a ovest dei territori della Serenissima dal milanese che dopo la morte di Francesco Sforza II (1535) e la pace di Cateau-Cambrésis (1559) era diventata una provincia spagnola.
Le mura hanno quattro porte che rendono accessibile l'ingresso alla parte alta della città: Porta san Lorenzo, Porta Sant'Agostino, Porta Sant'Alessandro e Porta San Giacomo, e fino alla metà del XX secolo quando il Campanone alle 10 di sera batteva cento rintocchi, venivano chiuse.
Dal 9 luglio 2017 le mura veneziane sono entrate a far parte dell'UNESCO come patrimonio dell'umanità, nel sito seriale transnazionale "Opere di difesa veneziane tra XVI e XVII secolo: Stato da Terra-Stato da Mar occidentale".

## Storia
(Donato Calvi (Effemeride-Sacro profana di quanto di memorabile sia successo in Bergamo))

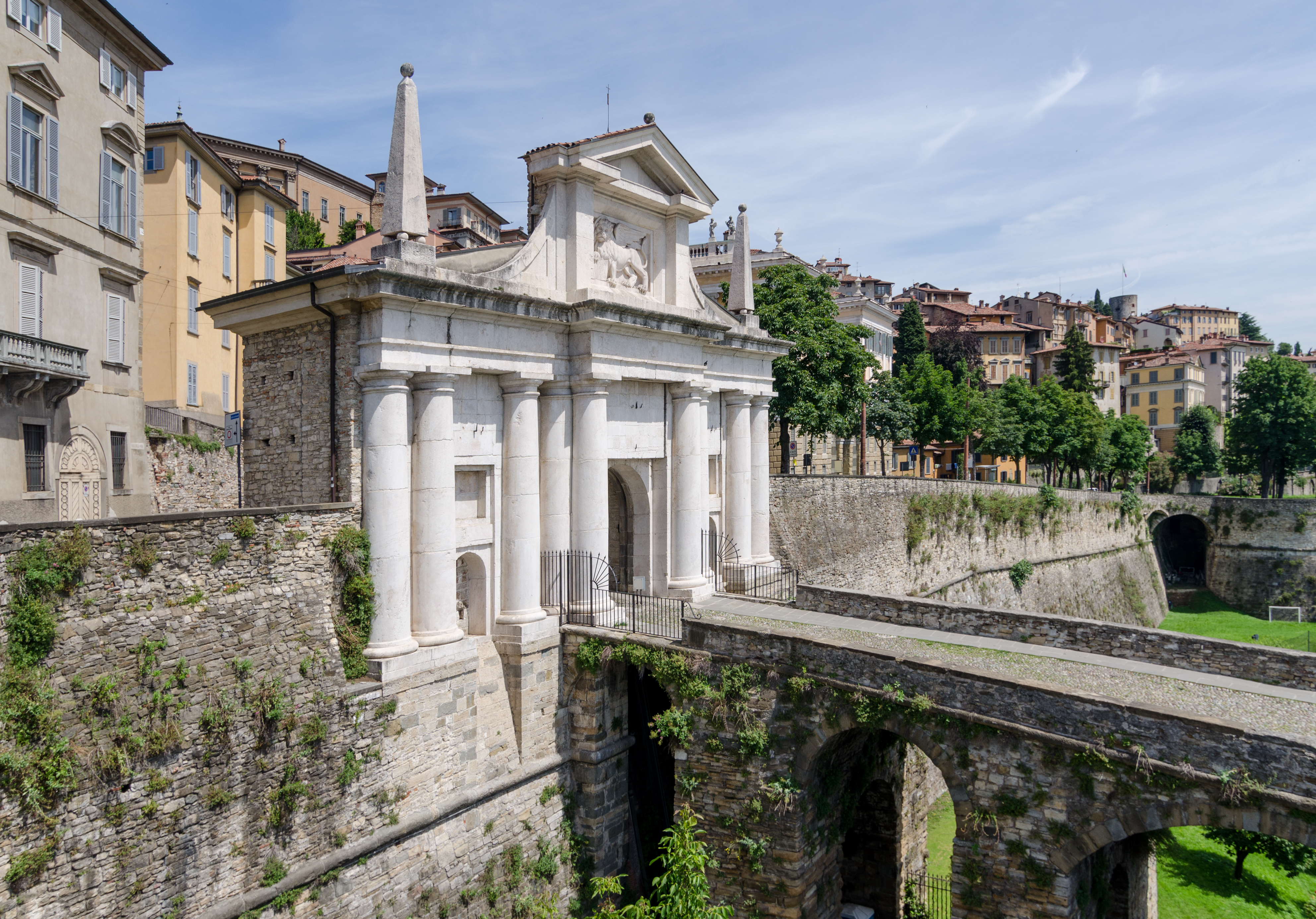
La porta e le mura veneziane patrimonio UNESCO

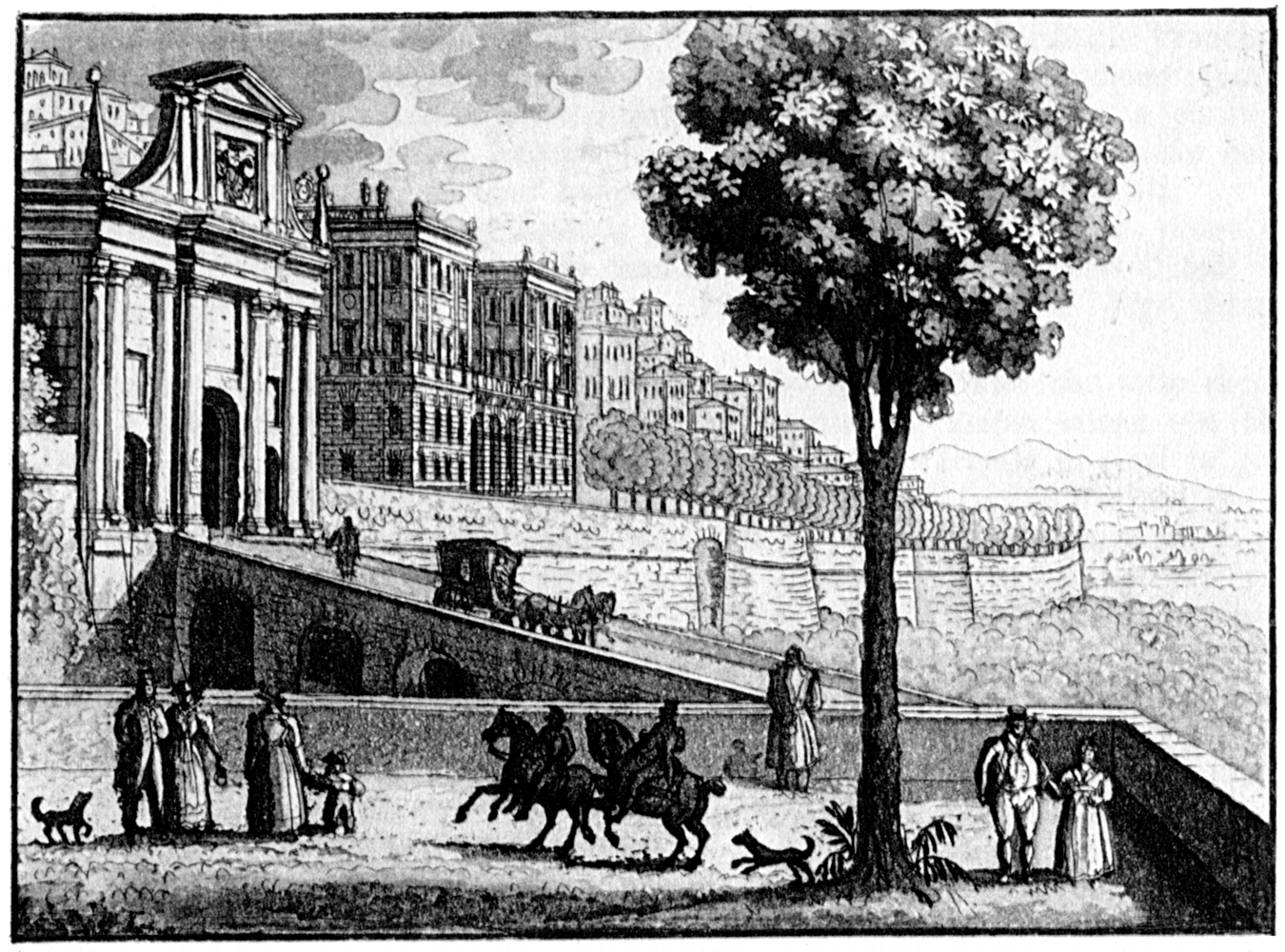
Porta San Giacomo in una incisione di Giuseppe Berlendis del 1843

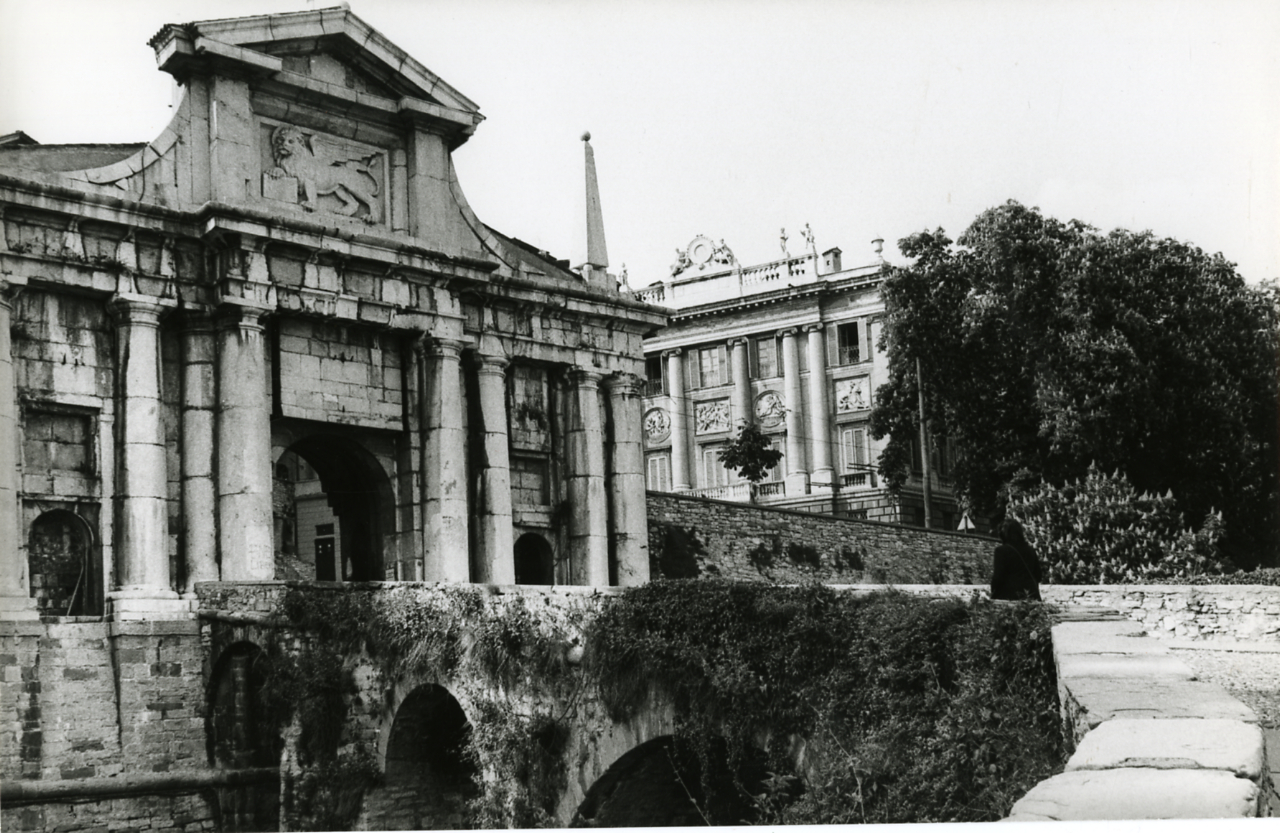
Porta San Giacomo in una foto di Paolo Monti del 1981

Prende il nome dalla chiesa omonima, che si trovava in posizione più arretrata con il grande monastero di Santo Stefano e che vennero demoliti, per la costruzione delle mura, cita il Calvi: La chiesa parrocchiale di S Giacomo della Porta fu del giorno d'hoggi per la nuova fortificazione desolata sendosi destinate l'anime di questa parrocchia parte a quella di S Cassiano et parte a quella di S Salvatore. 
Doveva essere l'accesso principale alla città, rivolta a sud era il punto di collegamento con la pianura e con Milano,, forse per questo le è stato conferito un aspetto poco militare.

Secondo lo storico Angelo Mazzi, le porte furono quattro già in epoca romana, ed erano orientate verso i quattro punti cardinali, la porta di san Giacomo, che prima della demolizione della chiesa era chiamata porta di Santo Stefano, continuò a essere chiamata a mezzodì e quella di Sant'Agostino (prima di San Andrea) in a levante essendo posizionata a est. 

Le mura e le porte preesistenti vennero più volte distrutte e ricostruite, ne rimane poca testimonianza se non vicino al monastero di santa Grata e in via Vagìne.
Nel 1593 venne costruita la bianca struttura in marmo di Zandobbio, sotto la guida di Bernardo Berlendis, sostituendo quella in legno risalente a trent'anni precedenti, o come scriverà il Calvi dal 27 gennaio 1592, fu in quell'occasione che vennero demolite molte delle abitazioni di proprietà della famiglia Brembati, e sostituite da tre casermette per i soldati, due poste di fronte e una attaccata alla porta. La struttura venne completata con l'affresco raffigurante il leone alato ad opera di Gian Paolo Cavagna. Le abitazioni vennero invece dipinte dal Valerio Lupi.
Addossata alla porta vi era la casa progettata da Andrea Ziliolo alla quale collaborò l'impresa di Pietro Isabello della famiglia Poncini. Il palazzo prevedeva una terrazza che superasse le mura per poter vedere la pianura, e dove si trova il Palazzo Medolago Albani, la chiesa di San Giacomo poi distrutta.
Il ponte in muratura venne costruito dal podestà Contarini nel 1780, alla fine dell'Ottocento venne ristrutturata per ampliare lo spazio d'accesso al palazzo Medolago Albani, e nel 1939 vennero rimossi alcuni vani laterali e aperti i due fornici, per motivi di viabilità.

## Descrizione
La facciata, in marmo bianco rosato, con i fornici divisi da colonne, è in stile toscano del Vignola. Venne progettata da Buonaiuto Lorini, con due pinnacoli che la sovrastano lateralmente, mentre l'effige del leone alato in marmo di Zandobbio, simbolo della Repubblica di Venezia, opera dello scultore bergamasco Piero Brolis, fu posto nella trabeazione centrale nel 1958 su progetto di Luigi Angelini. Questo abbellire la facciata verso l'esterno dell'abitato cittadino, più che verso l'interno, indicava una chiara apertura. Le mura furono costruite non solo a difesa della città, ma anche per manifestarne la grandiosità.
Non era questa la sua primaria collocazione, ma in una posizione superiore, vicino al mercato delle scarpe, questo avrebbe necessitato la formazione di un viadotto composto da 16 pilastri, il Lorini, la collocò quindi, nella sua nuova posizione. Risulta documentata ancora nel 1565 la vecchia porta di San Giacomo, molto più piccola e stretta, e più vicina al baluardo della mura di San Giacomo, tanto da non permettere la guardia dei soldati.
 La piccola porta fu protagonista nel 1405 di una battaglia tra guelfi e ghibellini della città tra i Visconti, Duca di Milano con i Suardi e i Malatesta, per il dominio della città.

Di fronte a porta San Giacomo, c'era il grande campo di Sant'Alessandro, che era il grande punto di scambio delle mercanzie con la grande fiera, documentata già dal X secolo, quando i Longobardi divisero la città in due unità differenti e ben distinte che chiamarono corti, corte civitas in alto e curtis Murgula in basso.

## Galleria d'immagini

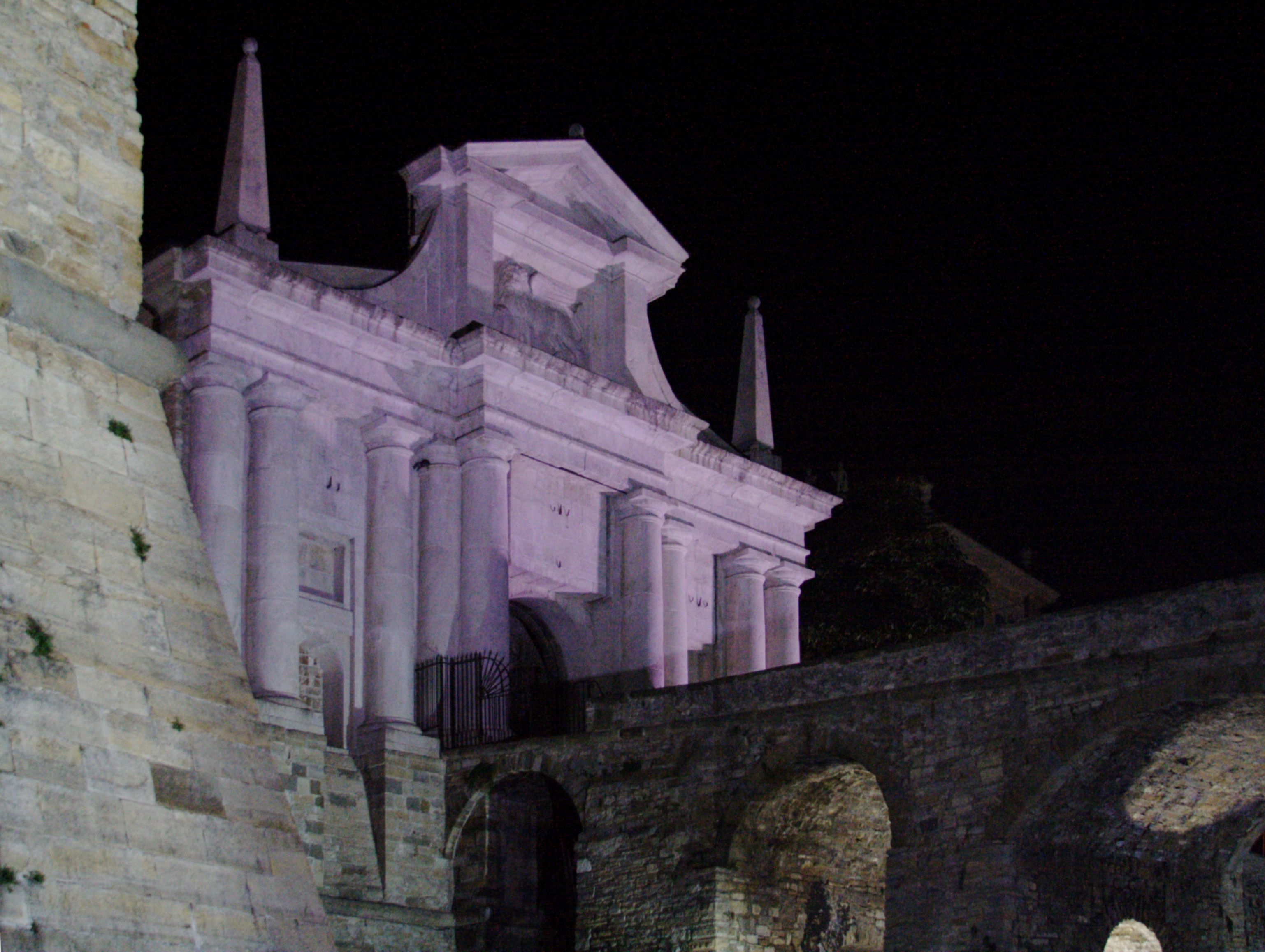
Porta San Giacomo illuminata
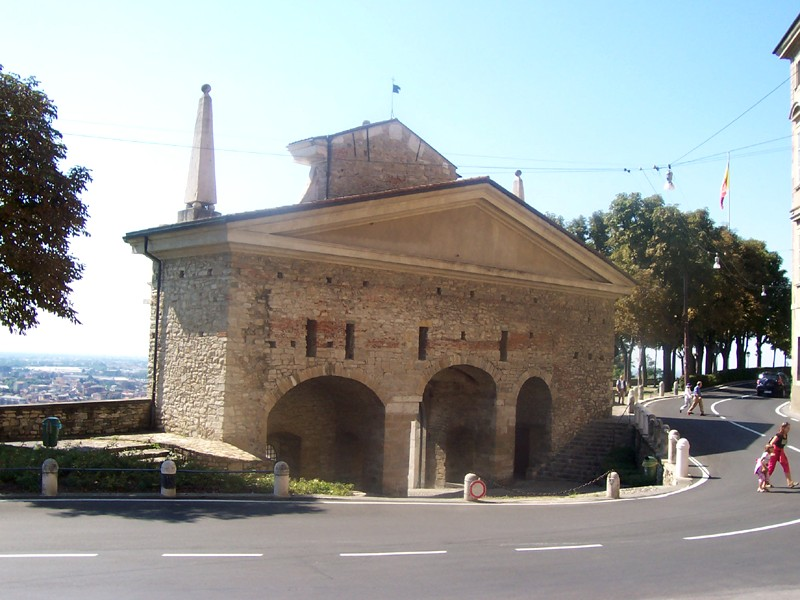
Il retro
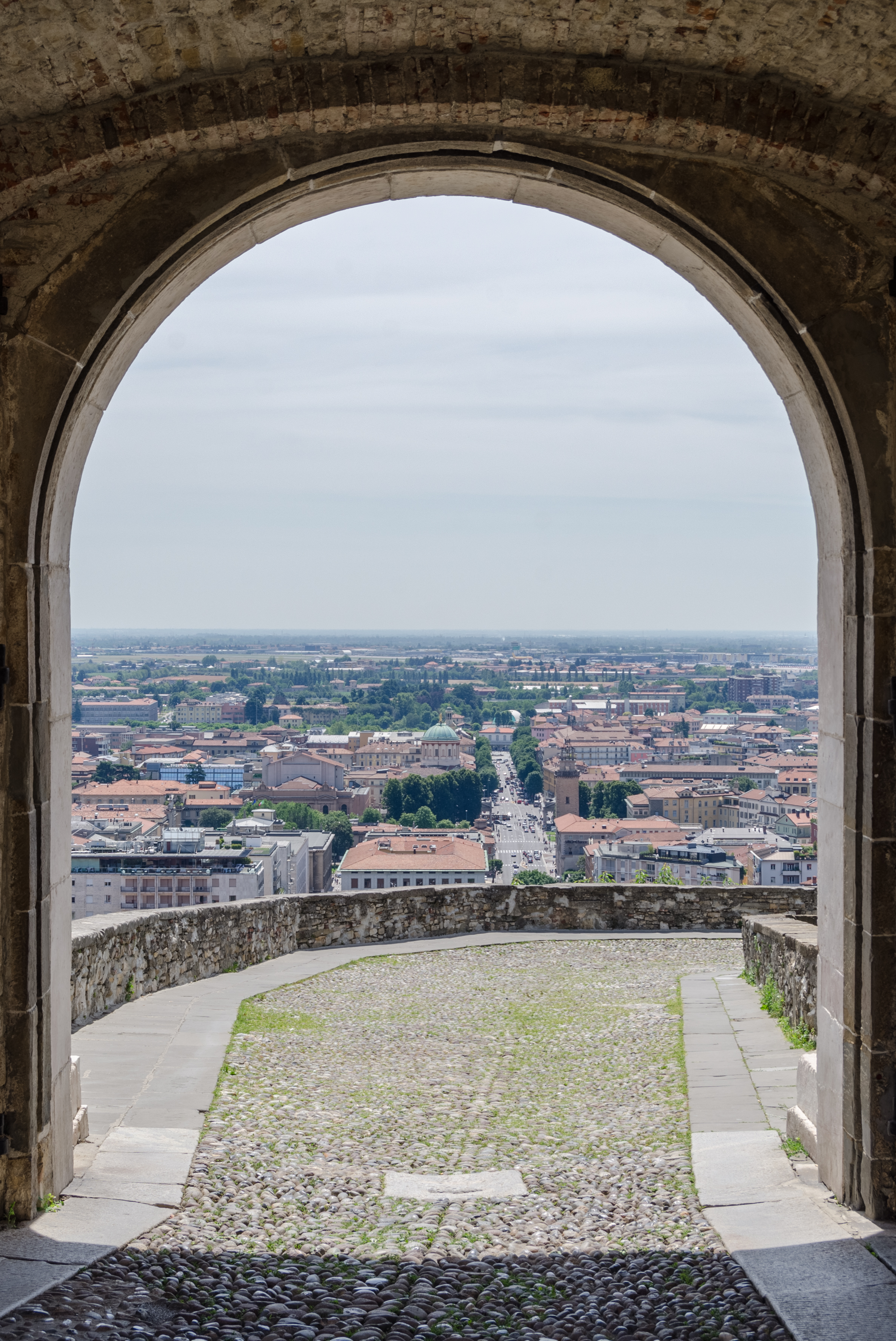
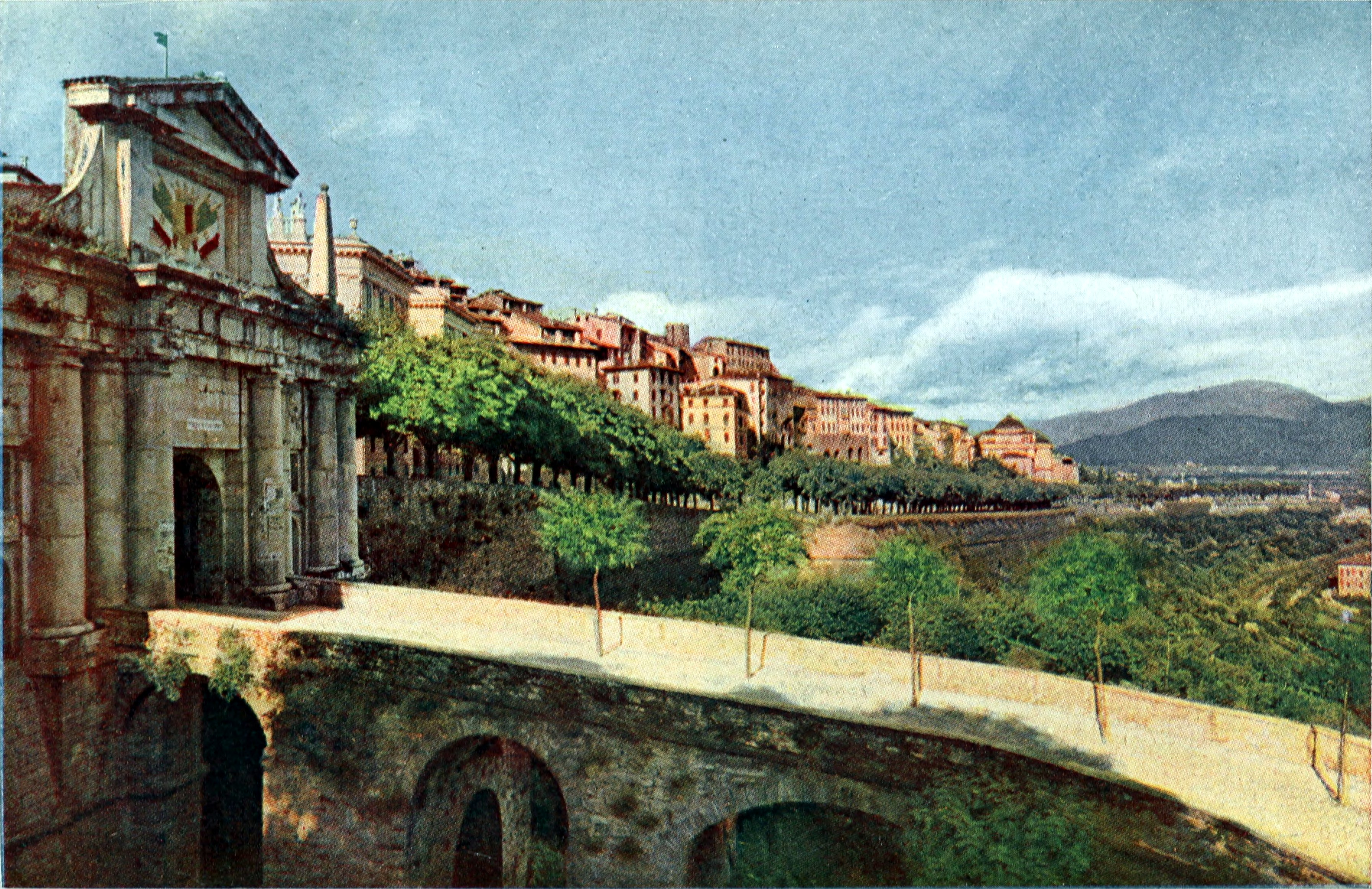
La Porta prima del 1900. Al posto del leone di San Marco era presente lo Stemma del Regno d'Italia